# Aleksa Janković
Pour les articles homonymes, voir Janković.
Aleksa Janković, en serbe cyrillique Алекса Јанковић (né en 1806 à Temesvár – mort à Belgrade le 22 juin 1869), était un homme politique serbe. Il fut ministre et Représentant du Prince, à un moment où la Serbie constituait une principauté autonome à l’intérieur de l’Empire ottoman.

## Biographie
Aleksa Janković suivit ses études secondaires à Temesvár, qui faisait alors partie des possessions des Habsbourg. Puis il étudia le droit à Budapest.
En 1834, arrivé en Serbie, il entra au Bureau du Prince Miloš Ier Obrenović. 
En 1838, il retourna en Autriche parachever ses études de droit. 
En 1839, il fit de nouveau partie du Bureau du Prince. Il en devint le directeur en 1842. 
L'arrivée au pouvoir de la dynastie des Karađorđević, en la personne du prince Alexandre, accéléra la carrière d'Aleksa Janković. 
De novembre 1842 à août 1843, il fut Ministre des Affaires étrangères, puis en 1847 et 1848 Ministre de la Justice. Il fut de nouveau ministre des Affaires étrangères en 1852 et, à partir de 1854, Ministre de l’Éducation. 
Du 28 décembre 1855 au 10 juin 1856, il fut le Représentant du Prince, c’est-à-dire l’équivalent d’un Premier Ministre. Il exerça en même temps la fonction de Ministre des Affaires étrangères. 
Mais en 1858, le prince Alexandre Karađorđević fut contraint d'abdiquer. Le vieux prince Miloš, qui lui aussi avait dû abdiquer en 1839 fut rappelé au pouvoir. Aleksa Janković dut quitter le Conseil, ce qui marqua la fin de sa carrière politique. 
À partir de 1864, Aleksa Janković fut membre honoraire de la Société savante de Serbie, qui allait devenir, grâce au roi Milan Ier, l’Académie serbe des sciences et des arts. 